# Иван-чай
Ива́н-чай (лат. Chamaenerion) — род многолетних растений семейства кипрейные (Onagraceae).
По современной классификации на основе APG IV род Иван-чай полностью включён в состав рода Кипрей (Epilobium), название является устаревшим синонимом.
Из кипрея узколистного (иван-чая) делают копорский чай.

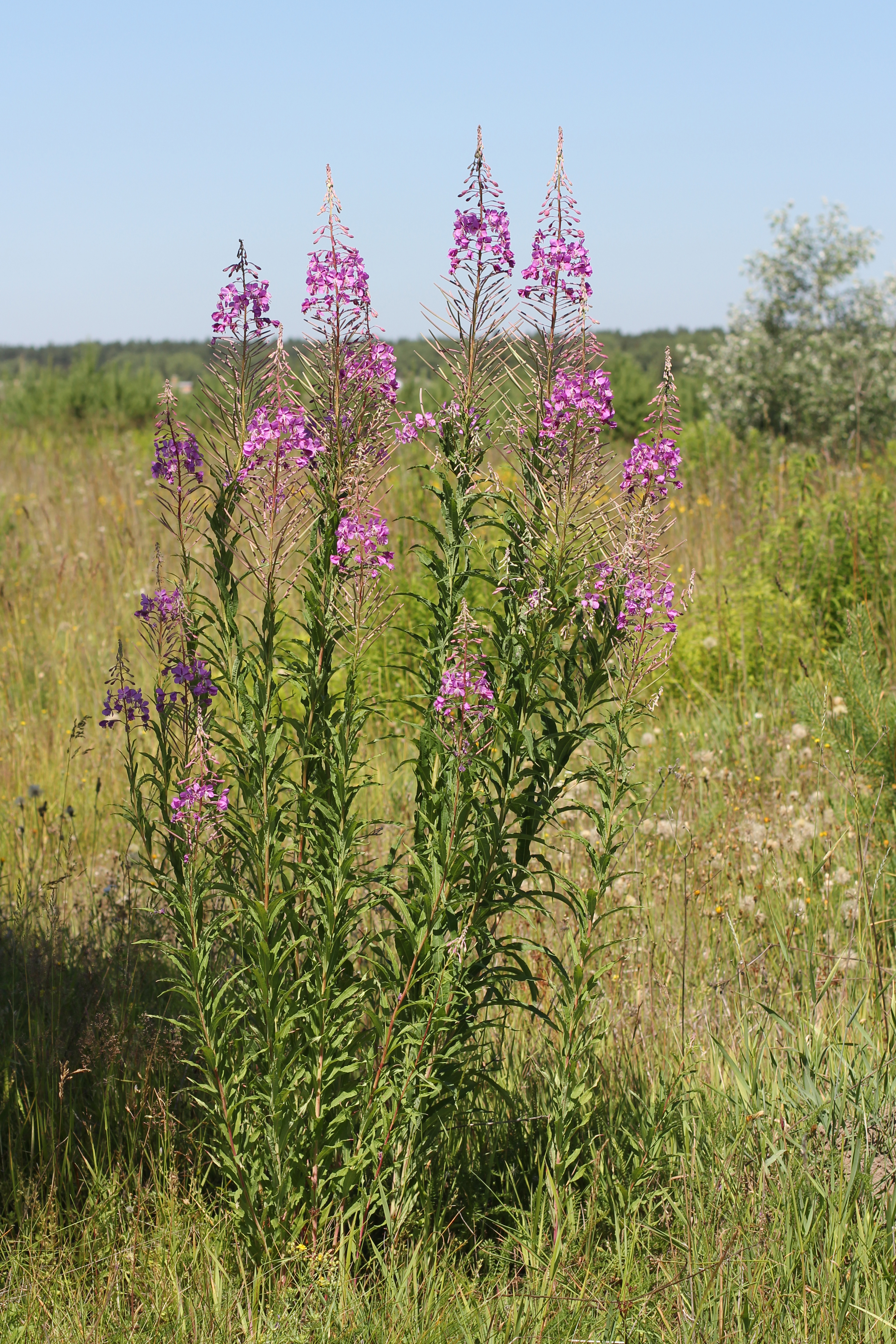
Иван-чай

## Этимология
Название Chamaenerion дано из-за низкого роста некоторых растений этого рода и их сходства с олеандром: греч. χαμαί — на земле, низко + νήριον (= Nerium) — олеандр.

## Распространение
Встречается повсеместно в странах с умеренным климатом Северного полушария. Растёт на сухих песчаных местах, по лесным опушкам, кустарникам, на вырубках, пожарищах. На нарушенной территории появляется одним из первых.
Иван-чай широколистный растёт в северных районах, в том числе в арктических и субарктических областях Северного полушария.
Самый известный вид — иван-чай узколистный (лат. Chamérion angustifólium), иногда называемый в народе «кипрей». Из его высушенной верхушки стебля с молодыми листьями приготавливается традиционный русский травяной напиток.

## Таксономия
Род иван-чай входит в подсемейство Onagroideae семейства кипрейные (Onagraceae) порядка миртоцветные (Myrtales).
|  |                                      |  |                                                             |                                                             |                     |  | ещё 13 семейств (согласно Системе APG II) | ещё 13 семейств (согласно Системе APG II) |                                     |  |                |  | ещё более 400 родов | ещё более 400 родов |  |
|  |                                      |  |                                                             |                                                             |                     |  | ещё 13 семейств (согласно Системе APG II) | ещё 13 семейств (согласно Системе APG II) |                                     |  |                |  | ещё более 400 родов | ещё более 400 родов |  |
|  |                                      |  |                                                             | порядок Миртоцветные                                        |                     |  |                                           |                                           | подсемейство Onagroideae            |  |                |  |                     |                     |  |
|  |                                      |  |                                                             | порядок Миртоцветные                                        |                     |  |                                           |                                           | подсемейство Onagroideae            |  | около 14 видов |  |                     |                     |  |
|  | отдел Цветковые, или Покрытосеменные |  |                                                             |                                                             | семейство Кипрейные |  |                                           |                                           | род Иван-чай                        |  |                |  |                     |                     |  |
|  | отдел Цветковые, или Покрытосеменные |  |                                                             |                                                             |                     |  |                                           |                                           |                                     |  |                |  |                     |                     |  |
|  |                                      |  | ещё 44 порядка цветковых растений (согласно Системе APG II) | ещё 44 порядка цветковых растений (согласно Системе APG II) |                     |  |                                           | ещё одно подсемейство Ludwigioideae       | ещё одно подсемейство Ludwigioideae |  |                |  |                     |                     |  |
|  |                                      |  |                                                             | ещё 44 порядка цветковых растений (согласно Системе APG II) |                     |  |                                           |                                           | ещё одно подсемейство Ludwigioideae |  |                |  |                     |                     |  |

### Виды
По данным статьи Revised Classification of the Onagraceae (2007), род включает 8 видов в двух секциях:
Chamaenerion sect. Chamaenerion
- Chamaenerion angustifolium (L.) Holub, 1972 — Иван-чай узколистный
- Chamaenerion conspersum (Hausskn.) Holub, 1972
- Chamaenerion latifolium (L.) Holub, 1972 — Иван-чай широколистный
- Chamaenerion speciosum (Decne.) Holub, 1972

Chamaenerion sect. Rosmarinifolium (Tacik) Holub, 1972
- Chamaenerion colchicum (Albov) Holub, 1972 — Иван-чай колхидский
- Chamaenerion dodonaei (Vill.) Holub, 1972 — Иван-чай Додонея
- Chamaenerion fleischeri (Hochst.) Holub, 1972 — Иван-чай Фляйшера
- Chamaenerion stevenii (Boiss.) Holub, 1972 — Иван-чай Стевена

### Фотографии отдельных видов

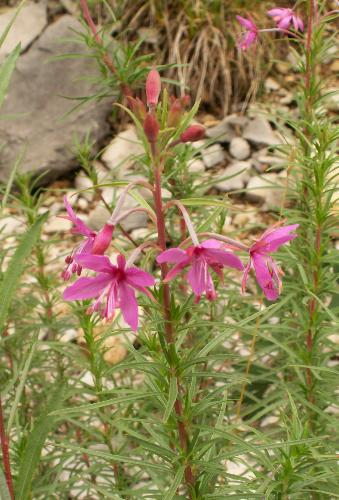
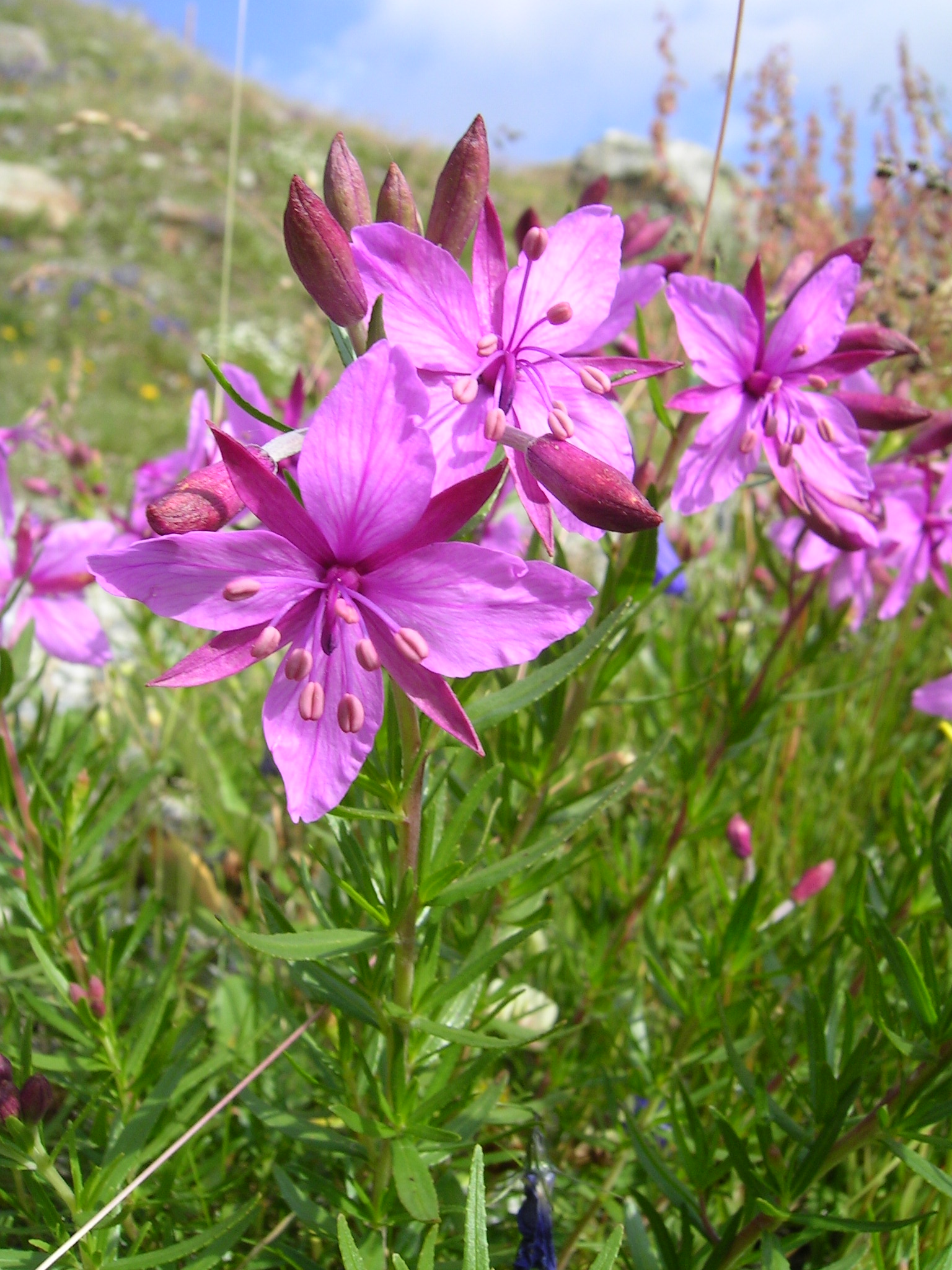
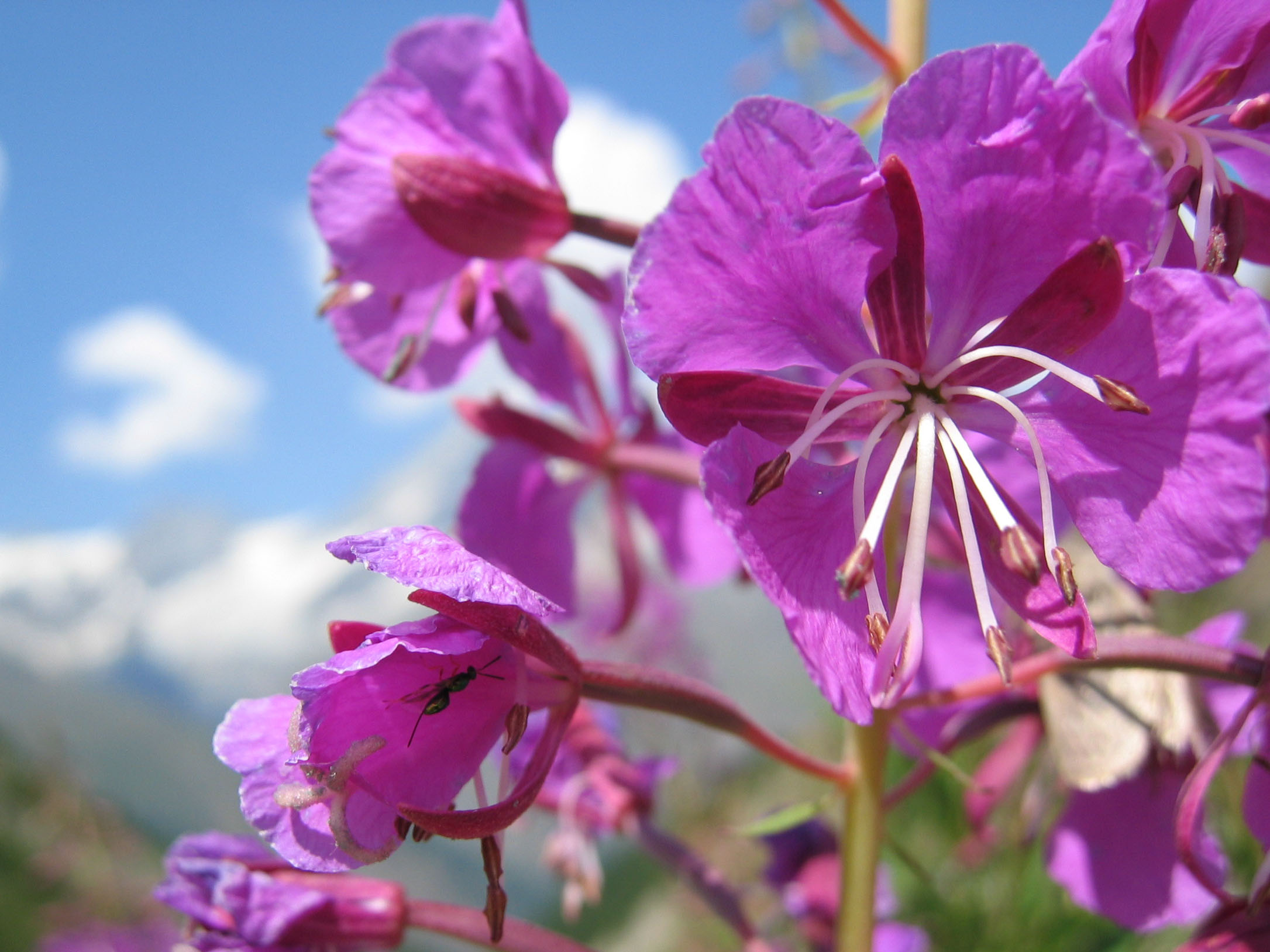

- Chamaenerion dodonaei
- Chamaenerion fleischeri
- Chamaenerion angustifolium